# Vườn quốc gia Iguazú
Vườn quốc gia Iguazú là một vườn quốc gia của Argentina, nằm trong bộ Iguazú, ở phía bắc của tỉnh Misiones, vùng Argentina Mesopotamia. Nó có diện tích là 550 km2 (212 sq mi).

## Lịch sử
Vườn quốc gia được thành lập vào năm 1934 và nơi đây chứa đựng một trong những vẻ đẹp tự nhiên lớn nhất của Argentina, thác Iguazu, bao quanh bởi các khu rừng cận nhiệt đới. Qua sông Iguazu là phần lãnh thổ của Brazil (thuộc vườn quốc gia Iguaçu). Cả hai vườn quốc gia đã được tuyên bố là di sản thế giới của UNESCO vào năm 1984 và 1986.
Khu vực vườn quốc gia là nơi sinh sống 10.000 năm trước của những người thu lượm săn bắn thuộc nền văn hóa Eldoradense. Tiếp theo đó là những người Guarani, người đã đưa công nghệ nông nghiệp mới, và đã bị di dời bởi những người Tây Ban Nha và Bồ Đào Nha vào thế kỷ 16, mặc dù di sản của họ vẫn còn sống trong khu vực này (tên của công viên và sông là Guarani y guasu, "nước lớn"). Người đầu tiên khám phá ra khu vực này là Alvar Núñez Cabeza de Vaca, vào năm 1542, sau đó là những người dòng Tên vào năm 1609.

## Động thực vật
Vườn quốc gia nằm trong vùng sinh thái rừng Đại Tây Dương Alto Paraná [1].
Hệ động vật của nơi đây bao gồm một số loài có nguy cơ tuyệt chủng như: báo đốm, mèo cây châu Mỹ, heo vòi Nam Mỹ, mèo gấm Ocelot, vẹt xanh, thú ăn kiến, Cracidae, đại bàng Harpy và cá sấu Caiman. Một số loài cũng có thể tìm thấy ở đây như các loài chim: yến và chim Toucan, động vật có vú như Nasua nasua, và sự đa dạng của các loài bướm.
Sông Iguazú kết thúc đổ vào sông Paraná, cách thác Iguazu 23 km, sau một quá trình chảy dài 1320 km. Bên trong vườn quốc gia, thác nước tạo thành một hình chữ U lớn. Các đảo nhỏ trên thác có mật độ cao của các loài thực vật bao gồm cả Vông mồng gà, là quốc hoa của Argentina. Hệ thực vật cũng bao gồm cả tabebuia heptaphylla và tabebuia pulcherrima (họ Bignoniaceae), cũng như cọ và Aspidosperma polyneuron cao tới 40 mét (họ Apocynaceae).